# Arthur Rackham
Arthur Rackham (Londen, 19 september 1867 - Limpsfield, Surrey, 6 september 1939) was een Engelse tekenaar, schilder en illustrator van boeken.

## Leven en werk
Rackham kwam op de wereld als een van 12 kinderen. Toen hij achttien was werkte hij als kantoorbediende bij de Westminster Fire Office en begon een kunststudie aan de Lambeth School of Art. In 1892 gaf hij zijn baan op en ging werken voor de The Westminster Budget als reporter en illustrator. Zijn eerste boekillustaties werden gepubliceerd in 1893 in de The Dolly Dialogues. Illustrator van boeken zou hij de rest van zijn leven blijven.
In 1903 trouwde hij met Edyth Starkie, samen hadden zij een dochter Barbara (1908). Rackham won een gouden onderscheiding op de Milan International Exhibition in 1906 en nog een op de Barcelona International Exposition in 1911. Arthur Rackham overleed in 1939 aan kanker in zijn huis in Limpsfield, Surrey.
Arthur Rackhams belangrijkste werken zijn de illustraties bij Fairy Tales of the Brothers Grimm (1900), Rip van Winkle (1905), Peter Pan in Kensington Gardens (50 gekleurde platen) (1906), en Alice's Adventures in Wonderland (13 gekleurde platen) (1907), A Midsummer Night's Dream (40 gekleurde platen) (1908), Undine (15 gekleurde platen) (1909), de tekst voor Richard Wagners opera cyclus Der Ring des Nibelungen ("The Ring of the Nibelung") (met 34 gekleurde platen voor The Rhinegold & The Valkyrie (1910) en 32 gekleurde platen voor Siegfried & The Twilight of the Gods (1911) en talloze andere boeken. Een andere klassieker, met daarin elf tekeningen van Charles Rackham naar situaties in de stukken van William Shakespeare, is een editie van Mary and Charles Lamb: Tales from Shakespeare voor jongeren.

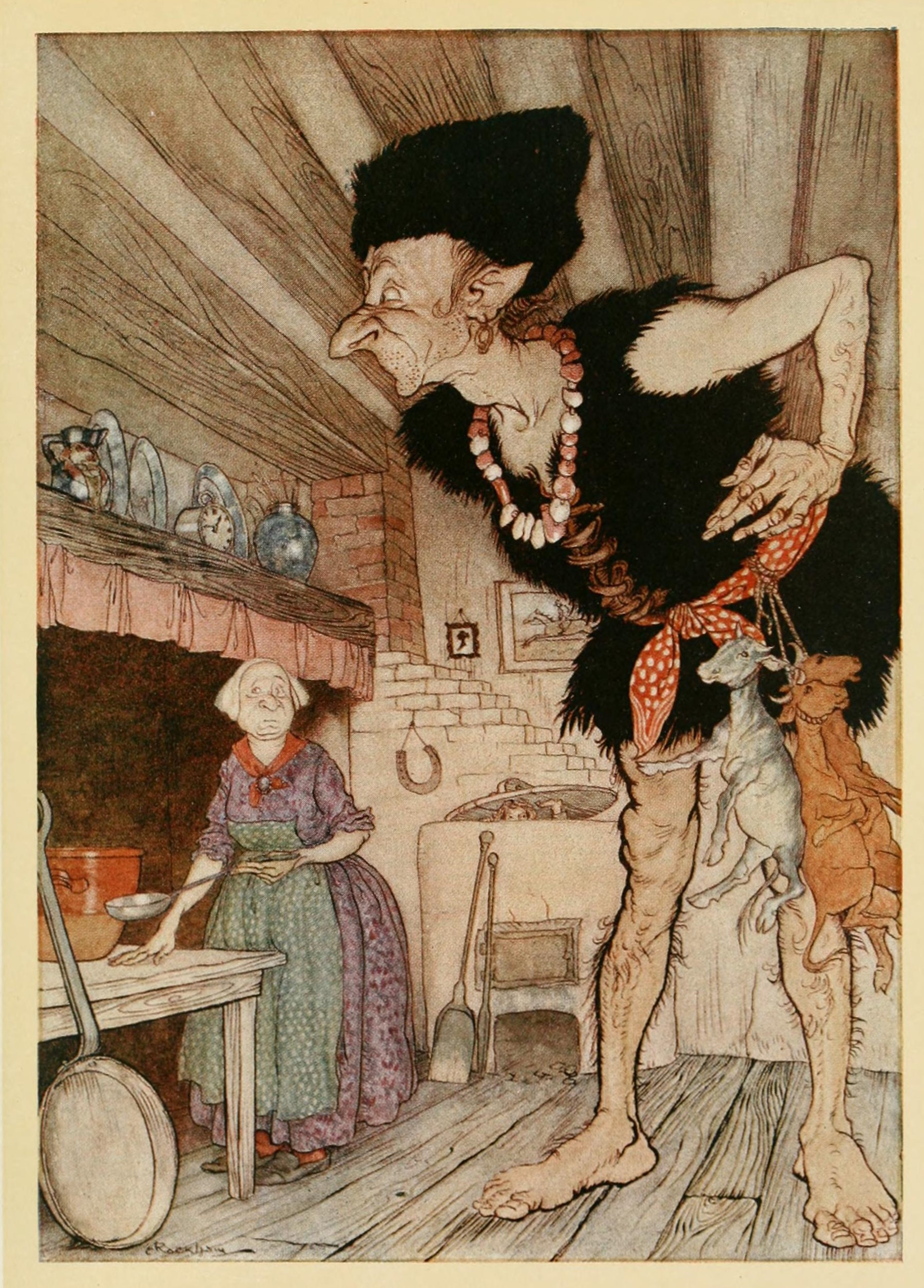
"Fee-fi-fo-fum, I smell the blood of an Englishman." Illustratie bij English Fairy Tales (1918) van Flora Annie Steel
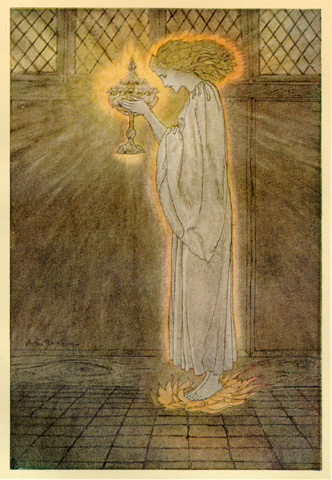
"How at the Castle of Corbin a Maiden Bare in the Sangreal and Foretold the Achievements of Galahad", uit The Romance of King Arthur and His Knights of the Round Table van Alfred W. Pollard, 1917
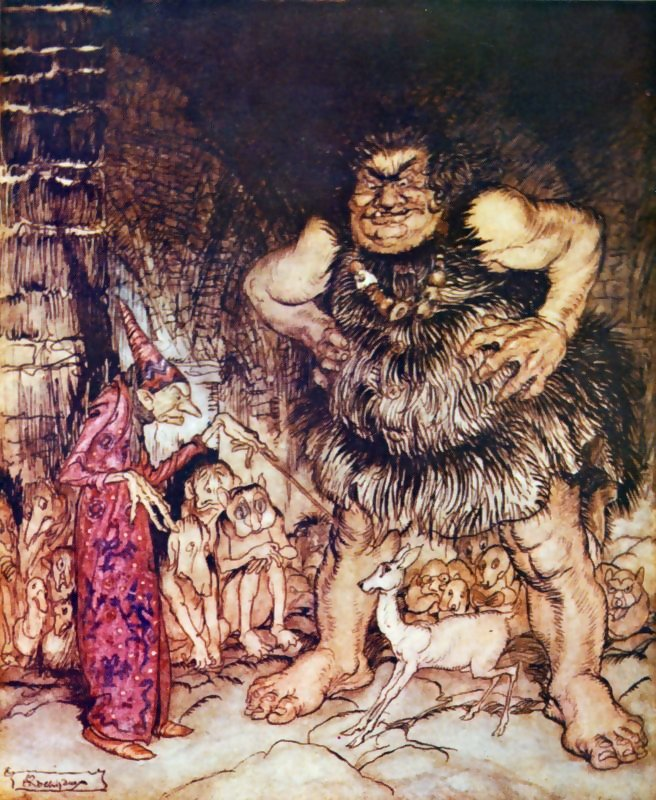
"The giant Galligantua and the wicked old magician transform the duke's daughter into a white hind", illustratie bij English Fairy Tales van Flora Annie Steel
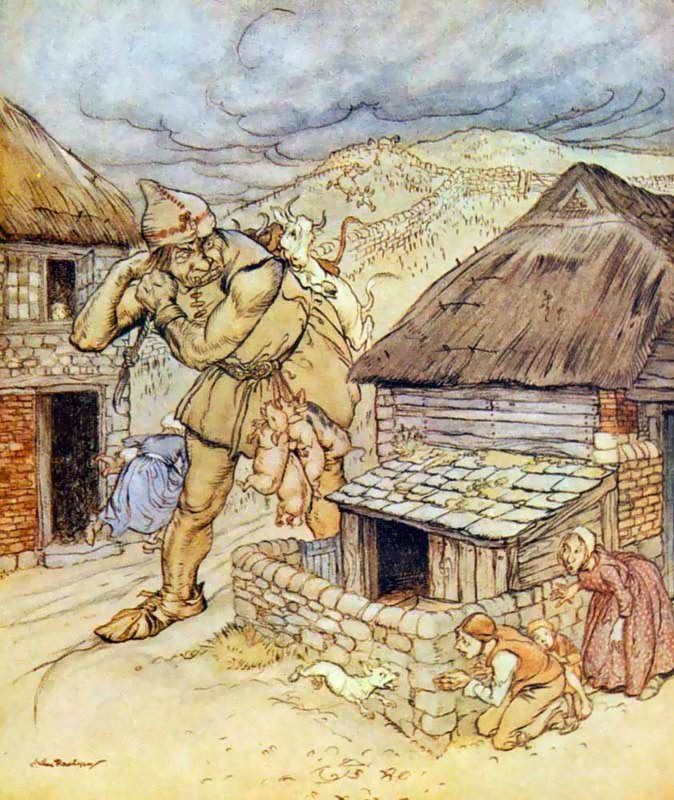
"The giant Cormoran was the terror of all the country-side.", illustratie bij English Fairy Tales van Flora Annie Steel
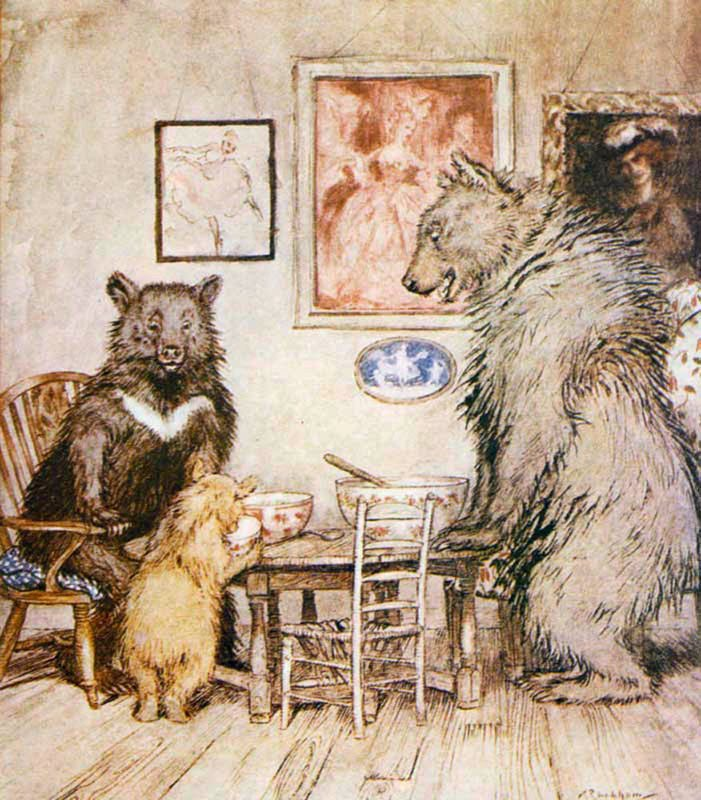
"The Three Bears", illustratie bij English Fairy Tales van Flora Annie Steel
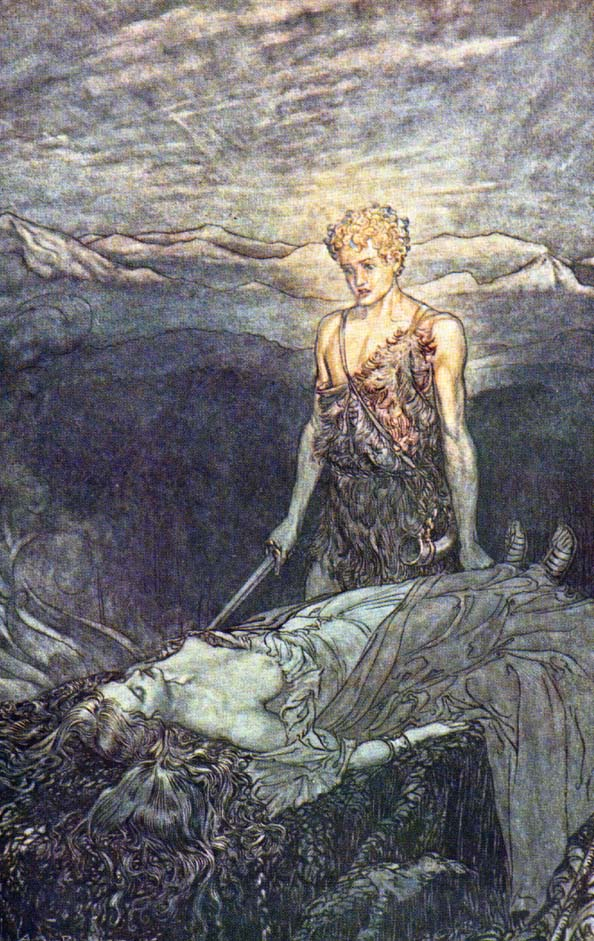
"Siegfried awakens Brünnhilde", illustratie bij Richard Wagners "The Ring"
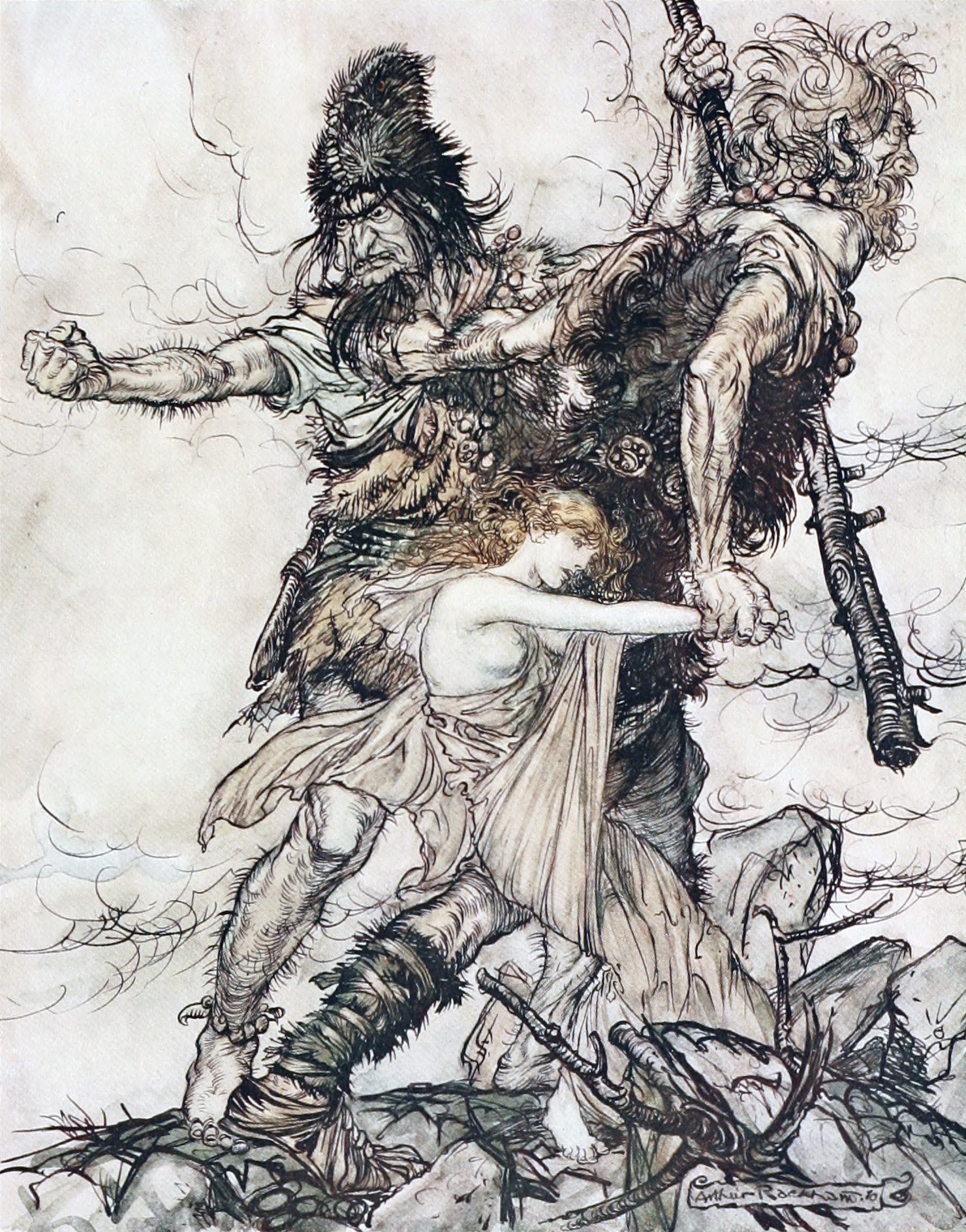
"The giants seize Freya", illustratie bij Richard Wagners "The Ring"
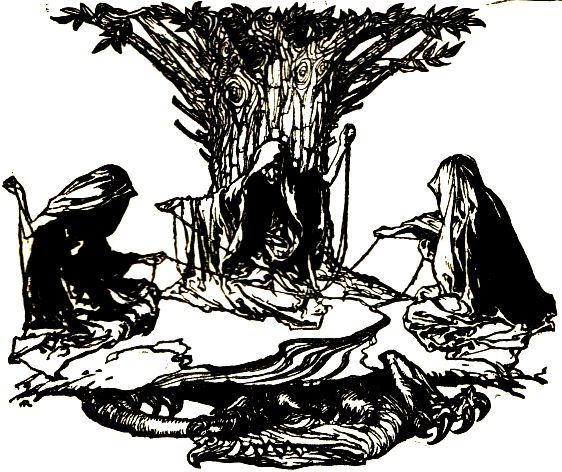
"Norns weaving destiny", illustratie bij Richard Wagners "Ring"
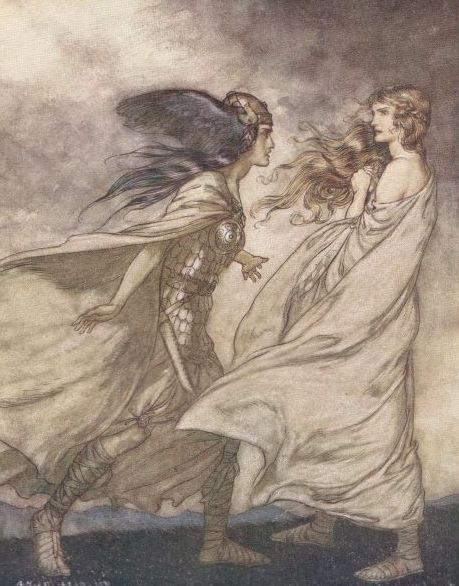
"Brünnhilde is visited by her Valkyrie sister Waltraute", illustratie bij Richard Wagners "Ring"
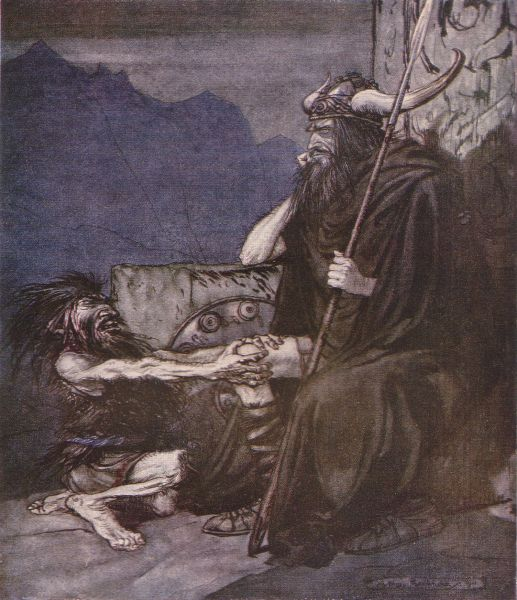
"Alberich speaking to Hagen", illustratie bij Richard Wagners "Ring"
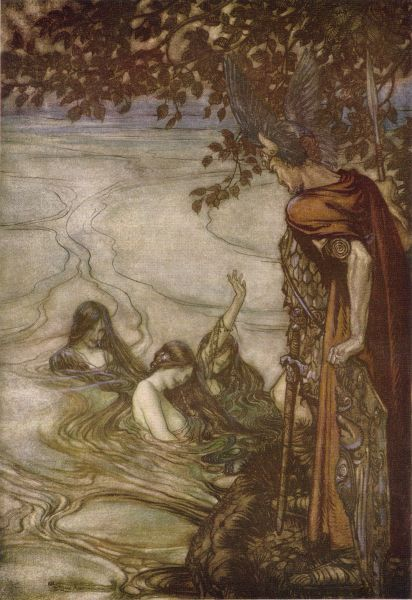
"Rhine maidens warn Siegfried", illustratie bij Richard Wagners "Ring"
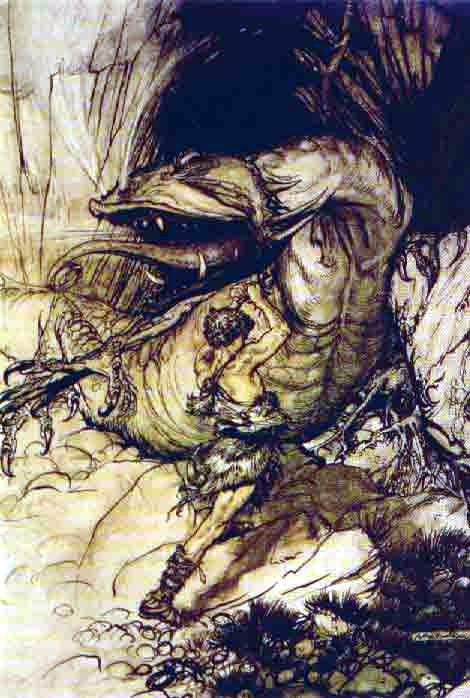
Siegfried kills Fafner, illustratie bij Richard Wagners "Ring"